# Ramillete de varias flores poéticas
Ramillete de varias flores poéticas recogidas y cultivadas en los primeros abriles de sus años es un poemario recopilatorio editado por Jacinto de Evia en 1676 en Madrid. La obra incluye en su mayoría textos del sacerdote Antonio de Bastidas y, en menor medida, poemas del propio Evia y de Hernando Domínguez Camargo. La obra es considerada el primer poemario publicado del que se tenga conocimiento de un autor nacido en el territorio que en la actualidad conforma Ecuador (en referencia a Bastidas y Evia), y que en aquellos tiempos constituía la Real Audiencia de Quito.

## Historia
Si bien el Ramillete no es el primer registro de literatura en la historia de Ecuador, ya que es precedido por poemas escritos por religiosas como Teresa de Cepeda y Fuentes, Gerónima de Velasco y Gertrudis de San Ildefonso, si es el primer poemario que unifica a varios poemas, les da una estructura y sería editado en la historia de este país. Está además vinculado con la cátedra de retórica y poética liderada por Antonio de Bastidas en las universidades de Quito y Popayán. Incluye la poesía de Bastidas, Evia y Camargo. La mayoría de poemas serían escritos anterior a 1676 que fue su fecha de publicación y el proceso de edición sería liderado por el discípulo de Bastidas, Jacinto de Evia, razón por la cual en el futuro se llevaría a cabo una controversia acerca de la autoría del poemario ya que había autores que afirmaban erróneamente a Evia como el principal autor. Esto sin embargo fue dilucidado por el crítico literario Aurelio Espinosa Pólit.

## Estructura
El título de "Ramillete" hace referencia al hecho de que se trata de una colección de poesías con varios temas, de varios autores y a lo largo de muchos años. Esto sin embargo, no significa que la obra carezca de orden. La estructura principal divide al libro en:
Flores fúnebres
- Poemas sobre la brevedad de la vida y la mortalidad, con referencias bíblicas y clásicas.
- Incluye poemas dedicados a la muerte de la reina Isabel de Borbón y del príncipe Baltasar Carlos.
- Contiene un mausoleo panegírico a Doña Francisca de Santa Clara de la Cueva.
- Traduce un poema de Virgilio sobre la rosa y la inconstancia de la belleza.

Flores heroicas y líricas
- Poemas que celebran a héroes del pasado, tanto paganos como cristianos.
- Sigue el estilo de Luis de Góngora.
- Incluye poemas dedicados a figuras importantes de la época.

Flores panegíricas
- Poemas que alaban a figuras religiosas y civiles.
- Utiliza la flor de amaranto como símbolo del sacramento del altar.
- Contiene loas a obispos de Quito y un coloquio en honor a San Ignacio de Loyola.

Flores amorosas
- Poemas de temática amorosa, con referencias a la mitología y la naturaleza.
- Incluye romances y una narración titulada "El sueño de Celio".

Flores burlescas y satíricas
- Poemas de tono humorístico y satírico.
- Incluye décimas sobre situaciones cómicas y una traducción de Ovidio.

Otras flores (Invectiva apologética)
- Incluye el "Poema heroico de San Ignacio de Loyola" de Hernando Domínguez Camargo.
- Justifica la inclusión de este poema por su calidad y variedad.